# Disvaveldiklorid
Disvaveldiklorid är en kemisk förening av svavel och klor med formeln S2Cl2.

## Egenskaper
Disvaveldiklorid reagerar med vatten och vattenånga och bildar svaveldioxid och saltsyra.
{\displaystyle {\rm {S_{2}Cl_{2}+2\ H_{2}O\rightarrow SO_{2}+H_{2}S+2\ HCl}}}

## Framställning
Disvaveldiklorid framställs genom klorering av rent svavel med ett underskott av klorgas.
{\displaystyle {\rm {S_{8}+4\ Cl_{2}\rightarrow 4\ S_{2}Cl_{2}}}}
Disvaveldiklorid bildas också som restprodukt vid klorering av koldisulfid vid framställning av tiofosgen.

## Användning
Disvaveldiklorid används inom organisk syntes för att bilda kol–svavel bindningar. Med aluminiumklorid som katalysator kan det reagera med bensen och bilda difenyldisulfid ((C6H5)2S2).
{\displaystyle {\rm {S_{2}Cl_{2}+C_{6}H_{6}\ {\xrightarrow {AlCl_{3}}}\ (C_{6}H_{5})_{2}S_{2}+2\ HCl}}}
Det kan också reagera med anilin i en Herz-reaktion för att bilda aminotiofenolater.